# Uemura Kana
Uemura Kana (植村 花菜) sinh ngày 4 tháng 1 năm 1983, là một nữ ca sĩ, nhạc sĩ người Nhật Bản. Xuất hiện lần đầu năm 2004, bài hát nổi tiếng nhất của cô là "Toilet no Kamisama", một hit của năm 2010.

## Tiểu sử
Uemura Kana bắt đầu yêu thích âm nhạc sau khi xem bài hát của Julie Andrews trong phim The Sound of Music. Năm 2002, cô bắt đầu học ghi ta và viết nhạc.

## Danh sách đĩa hát

### Các album chính
| Năm  | Thông tin | Vị trí trong BXH | Tổng doanh số |
| ---- | --- | ---------------- | ------------- |
| 2006 | Itsumo Waratte Irareru Yō ni (いつも笑っていられるように) - Phát hành: 4 tháng 1 năm 2006 - Hãng đĩa: King Records - Định dạng: CD, Tải về | 77               | 10,000        |
| 2007 | Shiawase no Hako o Hiraku Kagi (しあわせの箱を開くカギ) - Phát hành: 4 tháng 1 năm 2007 - Hãng đĩa: King Records - Định dạng: CD, Tải về   | 120              | 7,300         |
| 2007 | Ai to Taiyō (愛と太陽) - Phát hành: 7 tháng 11 năm 2007 - Hãng đĩa: King Records - Định dạng: CD, Tải về                                   | 62               | 3,300         |

### Đĩa đơn
| Phát hành | Nhãn đĩa                                                                     | Ghi chú                                         | Vị trí trong BXH      | Vị trí trong BXH        | Vị trí trong BXH    | Doanh số Oricon | Album                          |
| Phát hành | Nhãn đĩa                                                                     | Ghi chú                                         | Oricon singles charts | Billboard Japan Hot 100 | RIAJ digital tracks | Doanh số Oricon | Album                          |
| --------- | ---------------------------------------------------------------------------- | ----------------------------------------------- | --------------------- | ----------------------- | ------------------- | --------------- | ------------------------------ |
| 2005      | "Taisetsu na Hito" (大切な人)                                                |                                                 | 73                    | —                       | —                   | 3,000           | Itsumo Waratte Irareru Yō ni   |
| 2005      | ミルクティー (Miruku Tī)                                                     |                                                 | 85                    | —                       | —                   | 3,800           | Itsumo Waratte Irareru Yō ni   |
| 2005      | "Kiseki/Koi no Mahō" (キセキ/恋の魔法)                                       |                                                 | 75                    | —                       | —                   | 2,300           | Itsumo Waratte Irareru Yō ni   |
| 2006      | "Yasashisa ni Tsutsumareta Nara" (やさしさに包まれたなら)                    | Yumi Matsutoya cover                            | 49                    | —                       | —                   | 5,600           | Shiawase no Hako o Hiraku Kagi |
| 2006      | "Kami Hikōki" (紙ヒコーキ "Paper Plane")                                     |                                                 | 79                    | —                       | —                   | 2,000           | Shiawase no Hako o Hiraku Kagi |
| 2006      | "Hikari to Kage" (光と影 "Light and Dark")                                   |                                                 | 90                    | —                       | —                   | 6,200           | Shiawase no Hako o Hiraku Kagi |
| 2007      | "Only You"                                                                   | Đĩa đơn số, viết bởi Sandi Thom                 | —                     | —                       | —                   | —               | Ai to Taiyō                    |
| 2007      | "Anata no Sono Egao wa Ii Hint ni Naru" (あなたのその笑顔はいいヒントになる) |                                                 | 85                    | —                       | —                   | 1,200           | Ai to Taiyō                    |
| 2008      | "Shalala" (シャララ)                                                         |                                                 | 60                    | 34                      | —                   | 1,500           | Haru no Sora                   |
| 2009      | "Bless/Haru ni Shite Kimi o Omou" (BLESS/春にして君を想う)                   |                                                 | 188                   | 26                      | —                   | 400             | Haru no Sora                   |
| 2010      | "Toilet no Kamisama" (トイレの神様)                                          | Ban đầu được phát hành là một đĩa đơn quảng cáo | 1                     | 1                       | 1                   | 136,000         | Watashi no Kakera-tachi        |
| 2011      | "My Favorite Songs"                                                          |                                                 | TBA                   | TBA                     | TBA                 | TBA             | TBA                            |